# Cironiscus dahli
Cironiscus dahli là một loài chân đều trong họ Cabiropidae. Loài này được Nielsen miêu tả khoa học năm 1967.